# Monasterio de Sviatogirsk
El monasterio de Sviatogirsk, también conocido como el monasterio de las Montañas Sagradas del Tránsito de María, es un templo cristiano ortodoxo ubicado en la ribera oriental del río Donets. Se encuentra en las cercanías de Sviatogirsk, en el óblast de Donetsk, al este de Ucrania. Su nombre proviene de su ubicación en el parque natural nacional de las Montañas Sagradas. La Iglesia ortodoxa ucraniana lo declaró una laura en 2004.

## Historia

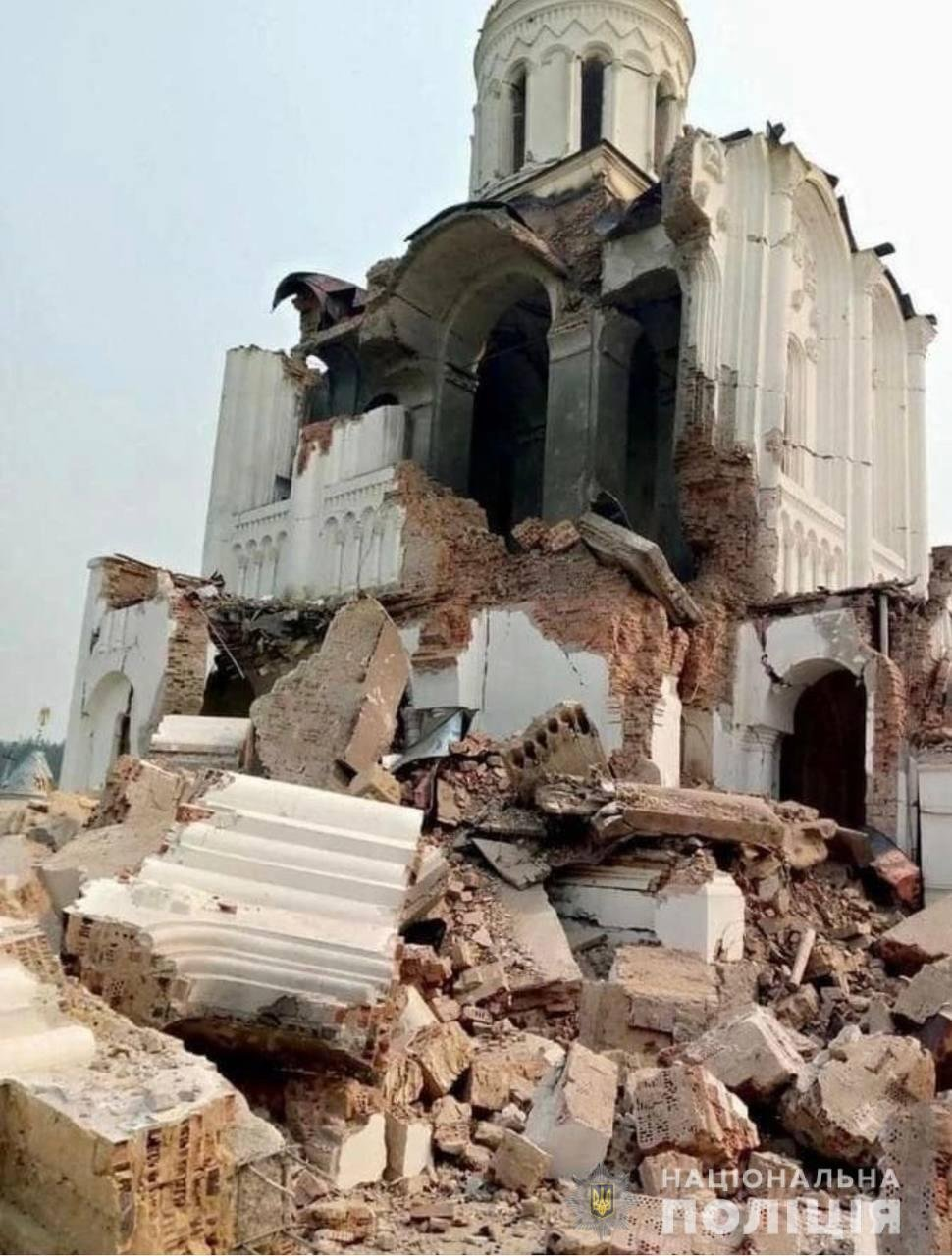
San Jorge destruido tras un bombardeo ruso durante la invasión de Ucrania en mayo de 2022.

La primera mención del monasterio data de 1627, aunque Sigismund von Herberstein mencionó la zona de las «Montañas Sagradas» ya en 1526. Probablemente los primeros monjes se asentaron en el área en el siglo XV. En sus orígenes fue un pequeño asentamiento monástico en los Campos Salvajes a menudo devastada por los tártaros de Crimea. En 1787, la emperatriz Catalina II de Rusia lo clausuró, los terrenos del monasterio fueron desamortizados y donados al príncipe Gregorio Potemkin, el virrey de Nueva Rusia. Uno de sus herederos, Aleksander Mikhailovich Potemkin, y su esposa Tatiana, nacida como princesa Galitzine, financiaron la restauración y reconstrucción del monasterio en 1844.
Antes de la Revolución de octubre, el monasterio de Sviatogorsk albergaba una tienda, molinos, varios talleres y edificios comerciales. La Catedral del Tránsito, edificio principal del monasterio, fue diseñado por Alexey Gornostaev, quien incluyó una tradicional torre bizantina. El monasterio estaba habitado aproximadamente por unos 600 monjes. Sin embargo, tras 1917, los bolcheviques saquearon y desacralizaron el monasterio en numerosas ocasiones, hiriendo y asesinando a varios monjes, hasta que en 1922 se clausuró definitivamente, convirtiéndolo en un sanatorio para los trabajadores del Dombás. Durante la década de 1930, la Unión Soviética demolió algunas de las iglesias, al igual que ocurrió en otros lugares del país.
Tras la caída de la Unión Soviética y el regreso de la independencia ucraniana en 1991, el monasterio fue restablecido un año más tarde. En 2004, el monasterio fue declarado por la Iglesia ortodoxa ucraniana como laura. Actualmente, la comunidad monástica está conformada por un centenar de monjes, número en aumento.
El 25 de octubre de 2005, el Banco Nacional de Ucrania acuñó su moneda conmemorativa de 10 grivnas que representaba el monasterio de Sviatogorsk.
Durante la invasión rusa de Ucrania de 2022, el monasterio dio refugio a civiles. El 12 de marzo de 2022 fue dañado por un cohete ruso lanzado desde la otra orilla del río Donets, cuando más de 520 personas se encontraban refugiadas en el monasterio. El estallido producido por la explosión dañó las ventanas y puertas del complejo, cuyos cristales hirieron a varias personas. El 4 de mayo, los bombardeos hirieron a siete personas, mientras que, a finales de ese mes, la artillería rusa destruyó varias iglesias del complejo. El 1 de junio murieron dos civiles por nuevos bombardeos.